# Pero Car
Pero Car (Novaki kraj Donje Stubice, 1920. – Zagreb, 1985.), hrvatski politički radnik iz doba dok je bila dijelom i SFRJ. Obnašao je dužnost predsjednika Predsjedništva Socijalističke Republike Hrvatske od 10. svibnja do 20. studenog 1985.
Bio je član KPJ od 1939., a sudjeluje i u narodnooslobodilačkom pokretu. U prosincu 1971. postao je predsjednik Republičkog odbora SUBNOR Hrvatske, a bio je i predsjednik Zrakoplovnog saveza Hrvatske.
Odlikovan je Ordenom narodnog heroja Jugoslavije.